# Aruleno Rústico
Quinto Junio Aruleno Rústico (en latín, Quintus Iunius Arulenus Rusticus; c. 35-93), más a menudo abreviado Aruleno Rústico, fue un político y senador de Roma. Amigo y seguidor de Publio Clodio Trásea Peto, fue, como este último, un ardiente admirador de la filosofía estoica.

## Carrera
Desempeñó el cargo de tribuno de la plebe en 66, el mismo año que Trásea fue condenado a muerte por el Senado; habría presentado su veto tribunicio, pero Trásea lo impidió, pues consideró que solo le traería destrucción sin salvar la vida del reo.
Durante las guerras civiles que siguieron a la muerte de Nerón en 69, fue pretor y, como uno de los embajadores del Senado a los ejércitos flavios, fue herido por los soldados de Quinto Petilio Cerial. Se convirtió en cónsul tardíamente, en 92, bajo el reinado de Domiciano, pero el año siguiente fue condenado a muerte como resultado de su panegírico a Trásea. Suetonio le atribuye, asimismo, el panegírico de Helvidio Prisco; sin embargo, esta última obra fue compuesta por Herennio Seneción, de acuerdo a Tácito y Plinio el Joven.
Su nieto fue Quinto Junio Rústico, consul suffetus en 133, consul ordinarius en 162 y prefecto de la Ciudad entre 162 y 168.